# Pseuderanthemum bicolor
Pseuderanthemum bicolor es una especie de planta floral del género Pseuderanthemum, familia Acanthaceae.
Especie nativa de Filipinas.  Introducida en Bangladés, Cuba, Puerto Rico, islas Salomón, Trinidad y Tobago e islas Windward.